# Simonnen in het Nieuwe Testament

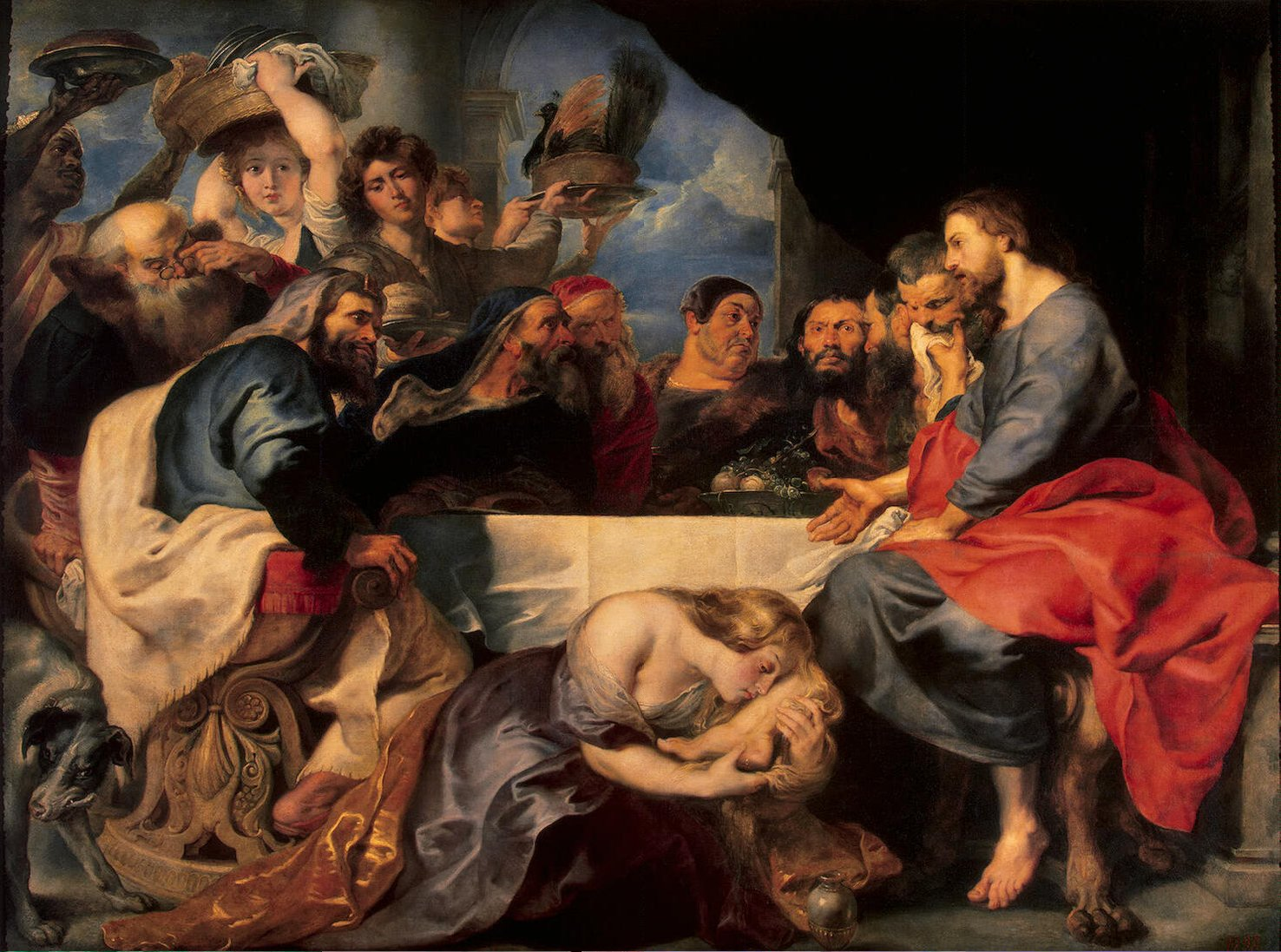
Feestmaal in het Huis van Simon de Farizeeër. Rubens (circa 1618). Simon de farizeeër wordt soms gelijkgesteld met Simon de Melaatse.

De namen Simon (Grieks Σίμων) en Simeon (Grieks: Συμεών) komen 71 respectievelijk 8 keer voor in het Nieuwe Testament. Simon (of zijn variant Simeon) was een erg vaak voorkomende naam in de historische periode en regio van Jezus, maar achternamen bestonden destijds nog bijna niet. Daarom is het niet altijd duidelijk naar welke persoon deze namen verwijzen en of sommige naar dezelfde of verschillende personages verwijzen, hetgeen tot verwarring heeft geleid. Christelijke schrijvers en moderne onderzoekers hebben deze mannen daarom bijnamen gegeven op grond van hun gekende attributen.
De Franse katholieke theoloog F.P. Dutripon identificeerde in zijn Latijnse Bijbelconcordantie (Parijs 1838) 14 mensen die Simon en 5 die Simeon heetten in de Bijbel, waarvan er 10 respectievelijk 3 voorkwamen in het Nieuwe Testament. De Nederlandse franciscaan Martialis Vreeswijk (1925) betoogde dat Dutripon Simon de broer van Jezus en Simon de Zeloot met elkaar had moeten vereenzelvigen en bovendien dat ook Simon de farizeeër met Simon de Melaatse diende te worden gelijkgesteld, zodat er in totaal 8 unieke nieuwtestamentische Simonnen zouden zijn. In het Eerdmans Dictionary of the Bible (2000, 2019) identificeerde Edwin C. Hostetter vier Simeonnen en vond W. Edward Glenny negen Simonnen in de boeken van het Nieuwe Testament, waarbij Sim(e)on Petrus dubbel geteld werd. John F. MacArthur (2004) verklaarde: '[Naast Simon Petrus] worden er acht andere Simonnen vermeld in het Nieuwe Testament (...)', exclusief de Simeonnen. Jennifer Smith (2014) noemde in totaal 10 mogelijk unieke Sim(e)onnen op.
De volgende Simonnen en Simeonnen zijn in het Nieuwe Testament te vinden:
- Simon Petrus, ook bekend als (Sint) Petrus, Sint-Pieter, Petrus de Apostel, Kefas en Simon bar Jona (Simon zoon van Jona), de voornaamste discipel van Jezus (Matteüs 4:18ff).[1][8][9] De auteur van 2 Petrus noemt zichzelf ook 'Simon' of 'Simeon Petrus',[7] maar het auteurschap van deze brief wordt betwist. Sommige wetenschappers denken dat 'Simeon' in Handelingen 15:14 ook naar Simon Petrus verwijst[7] en verbinden dit vers met Handelingen 13:46–47.[10]
- Simon de Zeloot, discipel van Jezus (Lucas 6:15, Handelingen 1:13) of Simon Kananeüs (Matteüs 10:4, Marcus 3:18),[1][9] ook wel 'Simon de IJveraar' genoemd in sommige vertalingen. Wetenschappers zijn het algemeen erover eens dat Marcus en Matteüs het Aramese woord voor "enthousiasteling" verkeerd vertaald hebben als 'Kanaäniet' en achten de kans groter dat Lucas' vertaling 'Zeloot' correct is.[3][8]
- Simon de broer van Jezus (Matteüs 13:55, Marcus 6:3).[1][9] Sommige mensen beweren dat deze Simon de 'halfbroer' van Jezus was.[8][9] Simeon van Jeruzalem zou dezelfde persoon kunnen zijn.[1]
- Simeon (Nieuwe Testament), die Jezus als baby zegende in de Tempel van Jeruzalem volgens Lucas 2:25–35.[1][7]
- Simon de Melaatse, eerder wonderbaarlijk genezen van huidvraat door Jezus, gastheer van een feestmaal voor Jezus in Bethanië (Matteüs 26:6, Marcus 14:3, zie Zalving van Jezus)[1][9]
- Simon de farizeeër, gastheer van een feestmaal voor Jezus in de Galilese stad Naïn (Lucas 7:36, zie Zalving van Jezus).[1][8][9] Hoewel sommigen hem als dezelfde persoon als Simon de Melaatse beschouwen, benadrukken anderen dat ze verschillend zijn.[1][3]
- Simon van Cyrene, willekeurige voorbijganger die volgens de synoptische evangeliën werd gedwongen om het kruis van Jezus te dragen (Matteüs 27:32, Marcus 15:21, Lucas 23:26)[1][3][8][9]
- Simon Magus of Simon de Tovenaar, discipel van Johannes de Doper (Handelingen 8).[1][3][8][9] De term 'simonie' is naar hem vernoemd.[8]
- Simon Iskariot, vader van Judas Iskariot (Johannes 6:71, 13:2, 13:26)[1][8][9]
- Simon de Leerlooier, een leerlooier die in Jaffa (Joppe) woonde en bij wie Simon Petrus te gast was (Handelingen 9 en 10)[3][8][9]
- Simeon Niger ('de Zwarte'), leraar in de Kerk van Antiochië (Handelingen 13:1).[3][7] Sommigen hebben beweerd dat hij dezelfde persoon is als Simon van Cyrene op grond van de aanname dat 'Niger' betekent dat hij een zwarte huidskleur had en derhalve waarschijnlijk een Afrikaan was en het feit dat Cyrene (legen in het huidige Libië) ook in Afrika lag, maar dit argument wordt grotendeels verworpen door andere wetenschappers.[3][7]
- Simeon (zoon van Jakob), legendarische stamvader van de stam Simeon (Openbaring 7:7)[3]
- Simeon, zoon van Juda, een verder onbekende vermeende voorouder van Jezus volgens Lucas 3:30[7]